# Smedsta skola

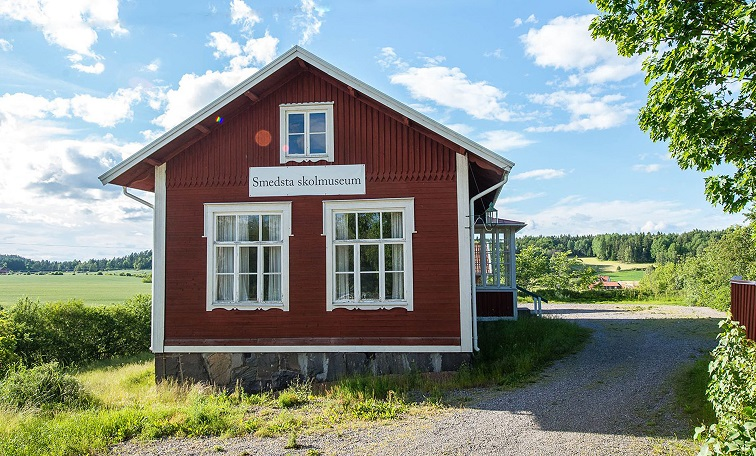
Smedsta skolmuseum

Smedsta skola är en välbevarad landsbygdsskola från 1880-talet. Den tillhör Frustuna socken och ligger i Gnesta kommun invid riksväg 57 cirka 3 kilomenter väster om Gnesta. 

## Historik

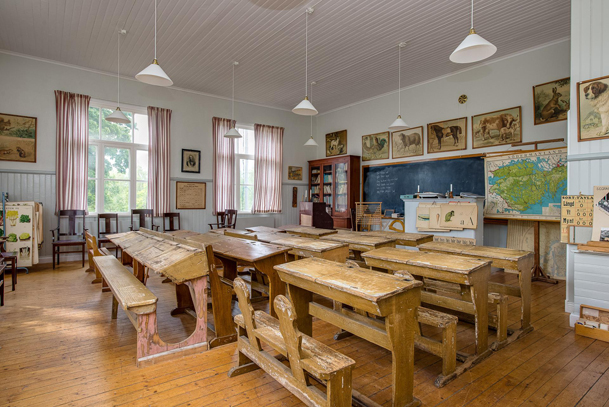
Skolsalen

Smedsta skola byggdes på 1880-talet och skolverksamhet drevs här fram till år 1935. Därefter användes lokalen som mötesplats och samlingslokal för församlingens medlemmar. År 1980 tog Erik Pettersson, dåvarande rektor i Daga Gnesta rektorsområde, initiativet till att skapa ett levande skolmuseum i Smedsta skola. 
Sedan dess har byggnaden varsamt restaurerats och successivt återställt till originalskick genom omfattande ideellt arbete av församlingens medlemmar. Resultatet har blivit en av få helt autentiska skolmiljöer bevarade sedan 1800-talet. Frustuna Hembygdsförening har sedan 1980-talet drivit skolan som museum. För arbetet med Smedsta skolmuseum fick initiativtagaren Erik Pettersson motta Södermanlands Hembygdsförbunds hedersplakett för år 2005. 
Frustuna församling har ägt fastigheten ända sedan den donerades till kyrkan på 1880-talet för att fungera som bygdeskola. År 2014 beslutade Frustuna församlings kyrkoråd att Smedsta skola skulle säljas som privatbostad. Trots protester och försök att rädda den kulturhistoriskt unika byggnaden beslutade kyrkorådet med ordförande Ulf Bergner att försäljningen skulle genomföras. Sedan 2014 finns museets samlingar magasinerade hos Frustuna Hembygdsförening. 